# 御製平定金川勒銘葛喇依之碑
御製平定金川勒銘葛喇依之碑位於四川省阿壩州金川縣，文物遺址年代判定為清。2002年12月27日公佈為四川省第六批省級文物保護單位。